# Israël op het Eurovisiesongfestival 2018

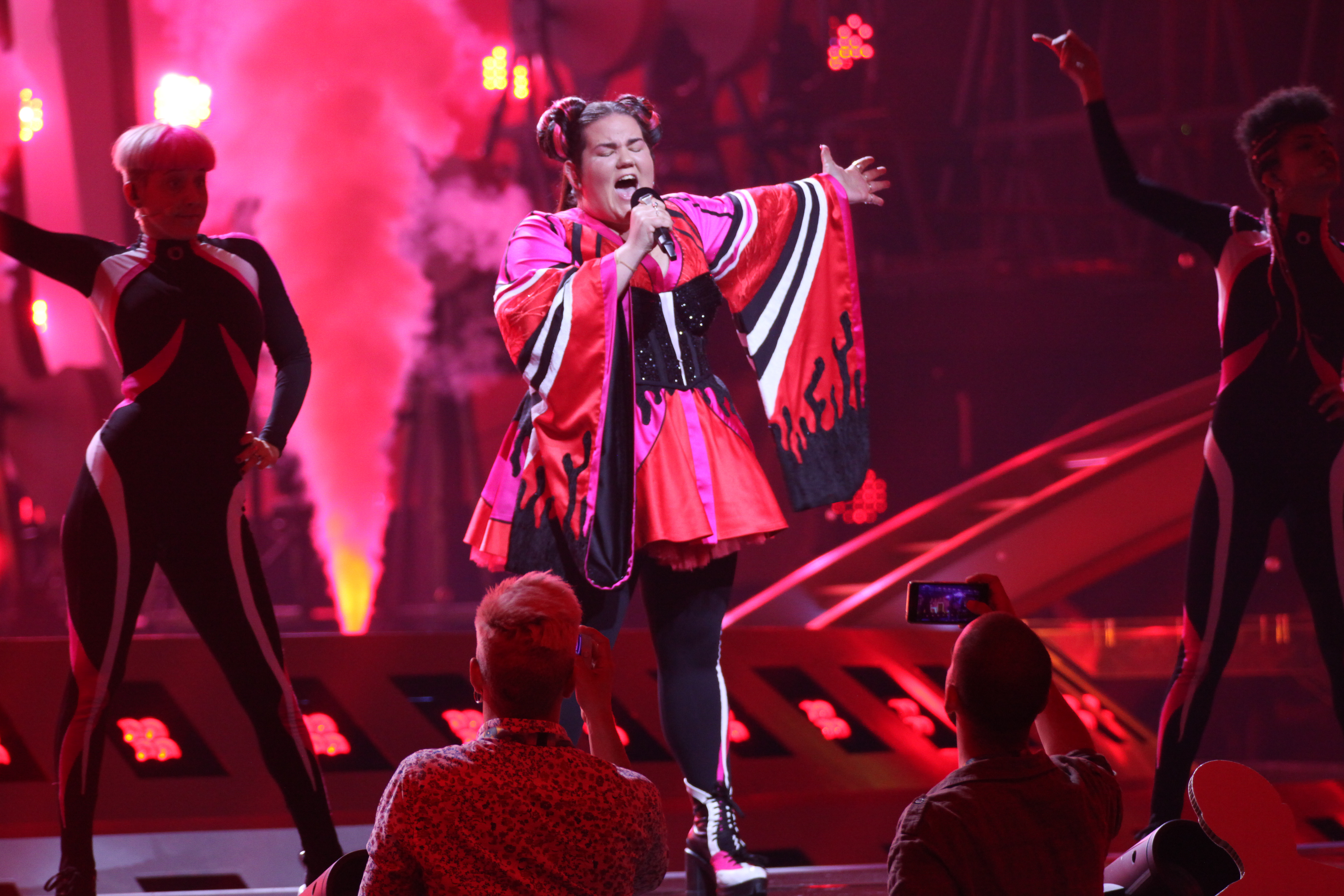
Netta tijdens het zingen van Toy.

Israël nam deel aan het Eurovisiesongfestival 2018 in Lissabon, Portugal. Het was de 41ste deelname van het land aan het Eurovisiesongfestival. IPBC was verantwoordelijk voor de Israëlische bijdrage voor de editie van 2018.

## Selectieprocedure
Op 13 mei 2017, tijdens de puntentelling van de finale van het Eurovisiesongfestival 2017, maakte de Israëlische woordvoerder bekend dat de Israëlische openbare omroep IBA na afloop van het festival zou ophouden te bestaan. Hij gaf aan dat dit bijgevolg de laatste Israëlische deelname aan het Eurovisiesongfestival zou zijn geweest.
Op 15 mei 2017 begon IPBC uit te zenden. Er werd meteen aangegeven dat het de bedoeling was van IPBC om namens Israël deel te nemen aan het komende Eurovisiesongfestival. Hiervoor moest de omroep echter lid zijn van de EBU, hetgeen bij het afsluiten van de inschrijvingen nog niet het geval was. De EBU stelde zich evenwel bereid om een uitzondering te maken voor IPBC.
De Israëlische deelnemer aan het Eurovisiesongfestival 2018 werd gekozen via een talentenjacht met als titel HaKokhav HaBa L'Eurovizion 2018. Er werden tien audities gehouden tussen 29 oktober en 25 december 2017 met daarop volgend zes heats. De finale vond plaats op 13 februari 2018 en werd gewonnen door Netta Barzilai. Een maand later, op 11 maart 2018, maakte IPBC bekend dat Barzilai met het nummer Toy naar Lissabon zou vertrekken.

## HaKokhav HaBa L'Eurovizion 2018
13 februari 2018
| Plaats | Artiest         | Percentage |
| ------ | --------------- | ---------- |
| 1      | Jonathan Mergui | 90%        |
| 2      | Riki Ben Ari    | 81%        |
| 3      | Netta Barzilai  | 74%        |
| 4      | Chen Aharoni    | 73%        |

Superfinale
| Plaats | Artiest         | Jury | Publiek | Totaal |
| ------ | --------------- | ---- | ------- | ------ |
| 1      | Netta Barzilai  | 104  | 106     | 210    |
| 2      | Jonathan Mergui | 88   | 117     | 205    |
| 3      | Riki Ben Ari    | 78   | 47      | 125    |

## In Lissabon
Israël trad aan in de eerste halve finale op dinsdag 8 mei 2018. Netta Barzilai was als zevende van negentien artiesten aan de beurt, net na Ieva Zasimauskaitė uit Litouwen en gevolgd door Alekseev uit Wit-Rusland. Israël won de halve finale en mocht zo door naar de finale. In die finale trad Netta Barzilai als 22ste van 26 artiesten aan, net na AWS uit Hongarije en gevolgd door Waylon uit Nederland.
Israël won het festival uiteindelijk met 529 punten. Het was de vierde Israëlische overwinning uit de geschiedenis van het Eurovisiesongfestival, veertig jaar na de eerste en twintig jaar na de laatste. Israël scoorde een derde plaats in de jury ranking, na Oostenrijk en Zweden. Deze landen scoorden geen top 10-plaats bij de kijkers. Israël won de televoting, waardoor het land met een score van 529 punten de winst binnenhaalde.
1973 · 1974 · 1975 · 1976 · 1977 · 1978 · 1979 · 1980 · 1981 · 1982 · 1983 · 1984 · 1985 · 1986 · 1987 · 1988 · 1989 · 1990 · 1991 · 1992 · 1993 · 1994 · 1995 · 1996-1997 · 1998 · 1999 · 2000 · 2001 · 2002 · 2003 · 2004 · 2005 · 2006 · 2007 · 2008 · 2009 · 2010 · 2011 · 2012 · 2013 · 2014 · 2015 · 2016 · 2017 · 2018 · 2019 · 2020 · 2021 · 2022 · 2023 · 2024 · 2025
Albanië · Armenië · Australië · Azerbeidzjan · België · Bulgarije · Cyprus · Denemarken · Duitsland · Estland · Finland · Frankrijk · Georgië · Griekenland · Hongarije · Ierland · IJsland · Israël · Italië · Kroatië · Letland · Litouwen · Macedonië · Malta · Moldavië · Montenegro · Nederland · Noorwegen · Oekraïne · Oostenrijk · Polen · Portugal · Roemenië · Rusland · San Marino · Servië · Slovenië · Spanje · Tsjechië · Verenigd Koninkrijk · Wit-Rusland · Zweden · Zwitserland